# Cordada (pirotècnia)
La pronúncia valenciana tradicional és cordà. Per tant, el plural és "cordaes" o "cordades".
Una cordada (popularment, cordà) és una manifestació pirotècnica valenciana, generalment nocturna, consistent en un grup de coets, del tipus carretilla o també anomenats coets borratxos, penjats en una corda nugada de punta a punta d'un carrer i que van soltant-se i esclatant. Els participants van agafant-los i llançant-los durant un temps limitat. Són activitats reservades a un públic reduït i agosarat i requerixen de la participació dels assistents, que en són els protagonistes.
Les cordades o cordaes se solen celebrar la vespra de la festa major dels pobles. A comarca de l'Horta Sud, les més antigues estan documentades als municipis d'Alaquàs i Picanya documentades a mitjan segle xix, la primera referència de la cordà de Xirivella és de 1859. Té un especial renom la cordà de Paterna, que se celebra a final d'agost.